# 欧日兰
欧日兰（法語：Augirein，法語發音：[oʒiʁɛ̃]）是法国阿列日省的一个市镇，属于圣日龙区。

## 地理
欧日兰（42°55'54"N, 0°55'1"E）面积9.84 平方千米，位于法国奧克西塔尼大區阿列日省，该省份为法国西南部内陆省份，西部和北部与上加龙省接壤，东临奥德省，东南至东比利牛斯省接壤，南与安道尔和西班牙接壤。
与欧日兰接壤的市镇（或旧市镇、城区）包括：昂特拉、加莱、伊拉尔坦、奥尔吉贝、圣让迪卡斯蒂约奈、圣拉里。

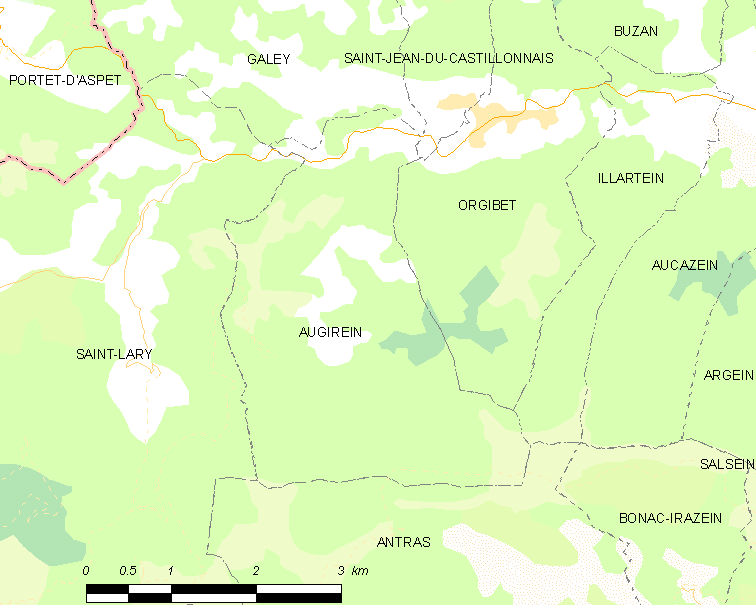
欧日兰的OSM定位图

欧日兰的时区为UTC+01:00、UTC+02:00（夏令时）。

## 行政
欧日兰的邮政编码为09800，INSEE市镇编码为09027。

## 政治
欧日兰所属的省级选区为库斯朗西县。

## 人口

1962-2008年间欧日兰人口变化图示

欧日兰于2022年1月1日时的人口数量为80人。